# Mesoceration distinctum
Mesoceration distinctum är en skalbaggsart som beskrevs av Perkins och Balfour-browne 1994. Mesoceration distinctum ingår i släktet Mesoceration och familjen vattenbrynsbaggar. Inga underarter finns listade i Catalogue of Life.